# Pārogre
Pārogre (ros. Парогре) – przystanek kolejowy w miejscowości Ogre, w gminie Ogre, na Łotwie. Położony jest na linii Ryga - Dyneburg.
Przystanek został otwarty w 1931.